# 곰달래도서관
곰달래도서관은 서울특별시 강서구의 도서관이다.

## 연혁
- 2013년 3월 29일 개관

## 시설 현황
곰달래문화복지센터 5~6층 곰달래도서관이 위치해 있으며 세부시설은 아래와 같다.
- 5층 : 어린이자료실, 유아자료실, 수유실, 장애인·실버자료실, 제1문화강좌실, 북카페&휴게실, 테라스

- 6층 : 종합자료실, 멀티미디어실, 학습열람실, 곰달래 자유열람석, 테라스
- 그 외 2층 제2문화강좌실도 포함됨

## 이용 안내

### 이용 시간
- 6층 종합자료실 : 09:00~22:00(화요일~목요일,토요일), 09:00~20:00(일요일)
- 6층 열람실 : 07:00~22:00 (화요일~목요일, 주말)
- 5층 어린이자료실 : 09:00~18:00(화요일~목요일, 주말)
- 휴관 : 매주 금요일 및 법정공휴일

### 기타
- 그 외 곰달래도서관 이용안내 정보 [도서관 이용안내 페이지 (곰달래도서관 블로그)]